# Circonscription de Moulay Rachid
La circonscription de Moulay Rachid est la circonscription législative marocaine de la préfecture de Moulay Rachid située en région Casablanca-Settat. Elle est représentée dans la Xe législature par Mustapha El Haya, Mohamed Maait et Mohamed Jbil.

## Description géographique et démographique
La superficie de la superficie est de 13,38 km2 et sa population de 384 044 habitants (recensement 2004). Elle se compose de deux arrondissements :
- Moulay Rachid, dont le président d'arrondissement est Mustapha El Haya ;
- Sidi Othman, dont le président d'Arrondissement est Mohamed Maait.

## Historique des députations
| Législature | Début de mandat  | Fin de mandat    | Députés élus | Députés élus          | Députés élus | Députés élus           | Députés élus | Députés élus                  |
| ----------- | ---------------- | ---------------- | ------------ | --------------------- | ------------ | ---------------------- | ------------ | ----------------------------- |
| IXe         | 26 novembre 2011 | 7 octobre 2016   |              | Rahal Jbiyel (UC)     |              | Mohammed Haddadi (RNI) |              | Mohammed Ben Abdessadeq (PJD) |
| Xe          | 8 octobre 2016   | 8 septembre 2021 |              | Mohamed Jbil (PAM)    |              | Mustapha El Haya (PJD) |              | Mohamed Maait (PJD)           |
| XIe         | 9 septembre 2021 | ?                |              | Abdelilah Amehdi (PI) |              | Mohamed Haddadi (RNI)  |              | Abdelilah Chiker (PPS)        |

## Historique des élections

### Découpage électoral d'octobre 2011

#### Élections de 2016
| Parti         | Parti                                                       | Voix    | %      | Député(s) élus   |  |
| ------------- | ----------------------------------------------------------- | ------- | ------ | ---------------- |  |
|               | Parti de la justice et du développement (PJD)               | 26 039  | 59,08  | Mustapha El Haya |  |
| Mohamed Maait | Parti de la justice et du développement (PJD)               | 26 039  | 59,08  |                  |  |
|               | Parti authenticité et modernité (PAM)                       | 6 236   | 14,15  | Mohamed Jbil     |  |
|               | Rassemblement national des indépendants (RNI)               | 6 191   | 14,05  |                  |  |
|               | Parti de l'Istiqlal (PI)                                    | 1 975   | 4,48   |                  |  |
|               | Fédération de la gauche démocratique (FGD)                  | 946     | 2,15   |                  |  |
|               | Union socialiste des forces populaires (USFP)               | 799     | 1,81   |                  |  |
|               | Union constitutionnelle (UC)                                | 515     | 1,17   |                  |  |
|               | Parti du progrès et du socialisme (PPS)                     | 512     | 1,16   |                  |  |
|               | Front des forces démocratiques (FFD)                        | 173     | 0,39   |                  |  |
|               | Parti de l'environnement et du développement durable (PEDD) | 156     | 0,35   |                  |  |
|               | Parti de l'Espoir (PE)                                      | 122     | 0,28   |                  |  |
|               | Parti de la renaissance et de la vertu (PRV)                | 120     | 0,27   |                  |  |
|               | Parti de l'unité et de la démocratie (PUD)                  | 98      | 0,22   |                  |  |
|               | Mouvement démocratique et social (MDS)                      | 84      | 0,19   |                  |  |
|               | Parti du centre social (PCS)                                | 73      | 0,17   |                  |  |
|               | Parti de la réforme et du développement (PRD)               | 34      | 0,08   |                  |  |
|               |                                                             |         |        |                  |  |
| Inscrits      | Inscrits                                                    | 168 733 | 100,00 |                  |  |
| Abstentions   | Abstentions                                                 | 124 660 | 73,88  |                  |  |
| Exprimés      | Exprimés                                                    | 44 073  | 26,12  |                  |  |

#### Élections de 2021
| Parti       | Parti                                                       | Voix    | %      | Député(s) élus   |  |
| ----------- | ----------------------------------------------------------- | ------- | ------ | ---------------- |  |
|             | Rassemblement national des indépendants (RNI)               | 14 352  | 38,99  | Mohamed Haddadi  |  |
|             | Parti de l'Istiqlal (PI)                                    | 4 636   | 12,59  | Abdelilah Amehdi |  |
|             | Parti du progrès et du socialisme (PPS)                     | 4 206   | 11,43  | Abdelilah Chiker |  |
|             | Parti authenticité et modernité (PAM)                       | 3 218   | 8,74   |                  |  |
|             | Parti de la justice et du développement (PJD)               | 3 194   | 8,68   |                  |  |
|             | Mouvement populaire (MP)                                    | 1 442   | 3,92   |                  |  |
|             | Union constitutionnelle (UC)                                | 1 223   | 3,32   |                  |  |
|             | Union socialiste des forces populaires (USFP)               | 814     | 2,21   |                  |  |
|             | Front des forces démocratiques (FFD)                        | 795     | 2,16   |                  |  |
|             | Parti des Néo-Démocrates (PND)                              | 620     | 1,68   |                  |  |
|             | Parti de l'Espoir (PE)                                      | 576     | 1,56   |                  |  |
|             | Parti socialiste unifié (PSU)                               | 568     | 1,54   |                  |  |
|             | Alliance de la fédération de gauche (AGD)                   | 509     | 1,38   |                  |  |
|             | Mouvement démocratique et social (MDS)                      | 312     | 0,85   |                  |  |
|             | Parti du centre social (PCS)                                | 176     | 0,48   |                  |  |
|             | Parti de la renaissance (PAN)                               | 73      | 0,20   |                  |  |
|             | Parti de l'environnement et du développement durable (PEDD) | 54      | 0,15   |                  |  |
|             | Parti de l'unité et de la démocratie (PUD)                  | 41      | 0,11   |                  |  |
|             |                                                             |         |        |                  |  |
| Inscrits    | Inscrits                                                    | 169 862 | 100,00 |                  |  |
| Abstentions | Abstentions                                                 | 133 053 | 78,33  |                  |  |
| Exprimés    | Exprimés                                                    | 36 809  | 21,67  |                  |  |